# Henri Hell
Henri Alexandre Hell (Biarritz, 26 aprile 1911 – Billy-sur-Oisy, 20 marzo 1979) è stato un cestista francese.

## Carriera
Medaglia di bronzo con la Francia agli Europei 1937, ha collezionato in totale 25 presenze e 86 punti con la propria Nazionale.